# Guševac
Guševac (cyr. Гушевац) – wieś w Serbii, w okręgu niszawskim, w gminie Svrljig. W 2011 roku liczyła 213 mieszkańców.